# John M. Clayton

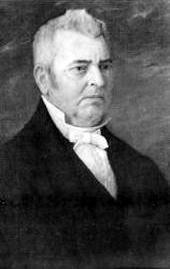
John Middleton Clayton

John Middleton Clayton, född 24 juli 1796 i Dagsboro, Delaware, USA, död 9 november 1856 i Dover, Delaware, var amerikansk politiker (whigpartiet). Han var en framträdande talare och debattör.
Han föddes i en politiskt inflytelserik kväkarfamilj. Han utexaminerades 1815 från Yale University och inledde 1819 sin karriär som advokat i Delaware.
Han var ledamot av USA:s senat från Delaware 1829–1836, 1845–1849 och 1853–1856. Han var motståndare till annekteringen av Texas. Han tjänstgjorde som USA:s utrikesminister under president Zachary Taylor 1849–1850. Som utrikesminister var han USA:s huvudförhandlare för Clayton-Bulwerfördraget. Storbritannien representerades i förhandlingarna av Henry Bulwer-Lytton.
Clayton County i Iowa fick redan 1837 sitt namn efter John Clayton. Delstaten Delaware donerade 1934 en staty som föreställer honom till National Statuary Hall Collection i Kapitolium.